# トランスコンテナ
トランスコンテナ（TransContainer）は、ロシアのモスクワに本拠を置く鉄道貨物輸送を行う企業。2006年、ロシア鉄道の子会社として設立された。
主に貨物列車を用いた海上コンテナの輸送を行っており、年間取扱量は1,105千TEUに達する。ロシア全体の約60パーセントにあたる長物車を所有し、ロシアにおける鉄道コンテナ輸送市場の52パーセント、コンテナターミナル市場の32パーセントを占め、ロシア最大の鉄道貨物事業者となる。また、トランスコンテナは60,000個のISOコンテナを所有し、ロシア国内の46か所にコンテナターミナル駅を所有する。
このほか、スロバキアとウクライナの国境地域でドブラコンテナターミナルを運営しており、2011年にカザフスタンの鉄道貨物輸送事業を行うケデントランスサービス（Kedentransservice）の株式67パーセントを6,800万ドルで取得したことでしたことで運営するコンテナターミナル駅の半数をトランスコンテナが管理している。
2019年にトランスコンテナ株式の50パーセントプラス2株の公開入札が行われ、セルゲイ・シシュカレフが所有する運輸企業デロ・グループ（Delo Group）が603億ルーブルで落札しており、2020年8月にトランスコンテナ全株式を保有したことでデロ・グループの傘下企業となっている。
2020年11月、欧州向け貨物の開拓を行うため東京に事務所を開設した。